# آلفرد کلاینر
آلفرد کلاینر (انگلیسی: Alfred Kleiner؛ زاده ۲۴ آوریل ۱۸۴۹ – درگذشته ۳ ژوئیه ۱۹۱۶) یک فیزیک‌دان و استاد دانشگاه اهل سوئیس بود.